# Loxosceles laeta
Espèce
Synonymes
- Scytodes laeta Nicolet, 1849
- Scytodes rufipes Nicolet, 1849
- Scytodes nigella Nicolet, 1849
- Omosita bicolor Holmberg, 1876
- Loxosceles longipalpis Banks, 1902
- Loxosceles nesophila Chamberlin, 1920
- Loxosceles yura Chamberlin & Ivie, 1942

Loxosceles laeta est une espèce d'araignées aranéomorphes de la famille des Sicariidae.

## Distribution
Cette espèce est originaire du Chili, du Pérou et de l'Équateur. Elle a été introduite dans l'Est et le Nord de l'Amérique du Sud, en Amérique centrale, en Amérique du Nord, en Finlande et en Australie,.

## Description

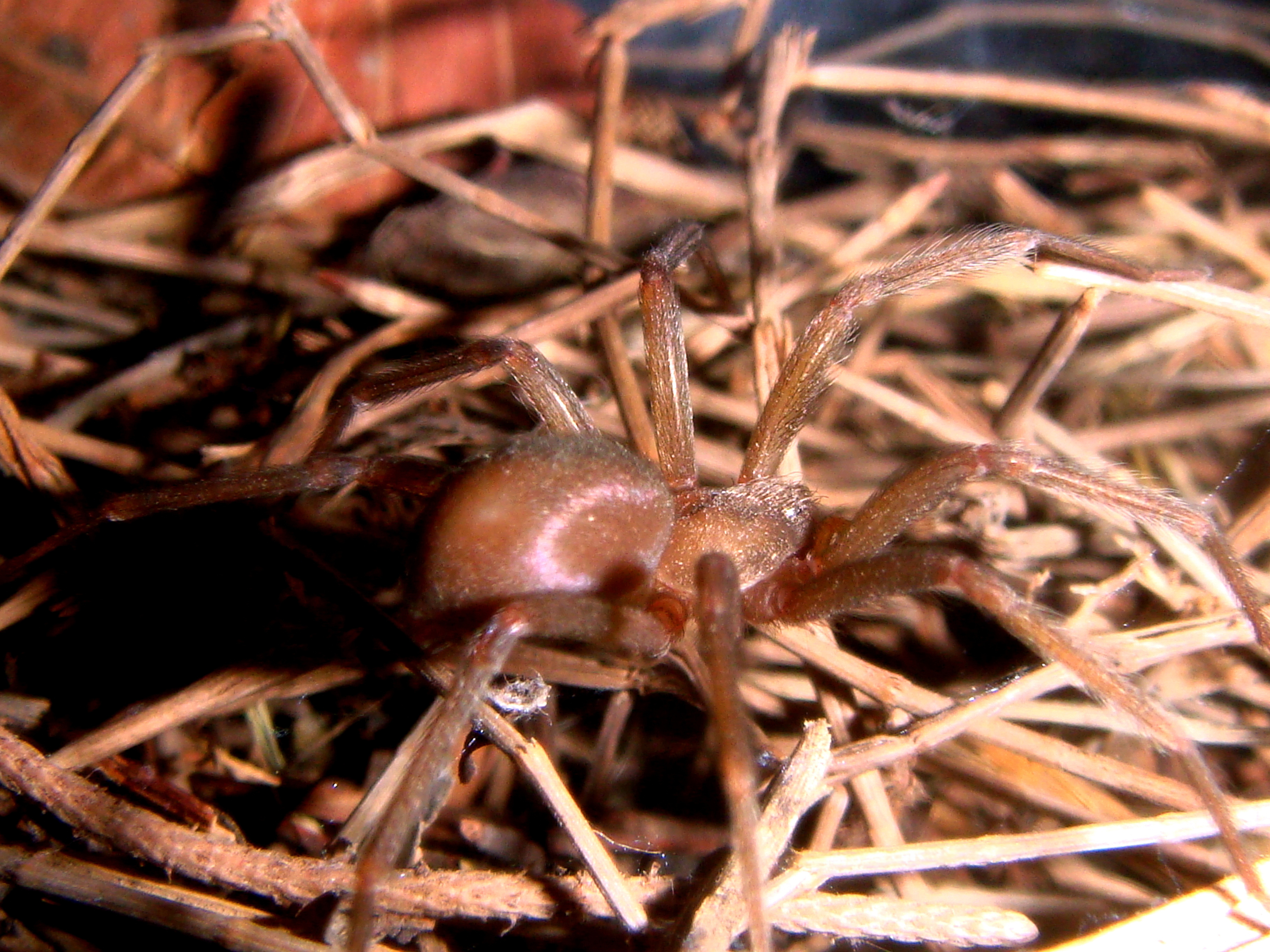
Loxosceles laeta

Les mâles mesurent de 6 à 12 mm et les femelles de 7 à 15 mm. Les femelles peuvent atteindre une envergure de 40 mm.
Le mâle décrit par Gertsch et Ennik en 1983 mesure 9,4 mm et la femelle 12 mm.

## Venin

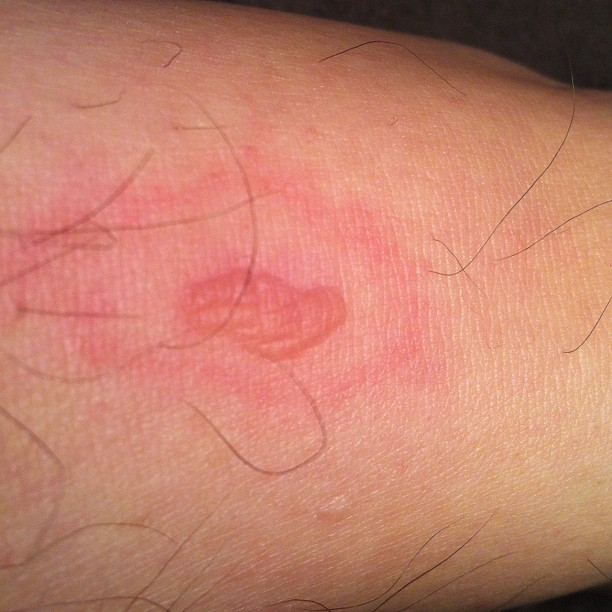
morsure de Loxosceles laeta

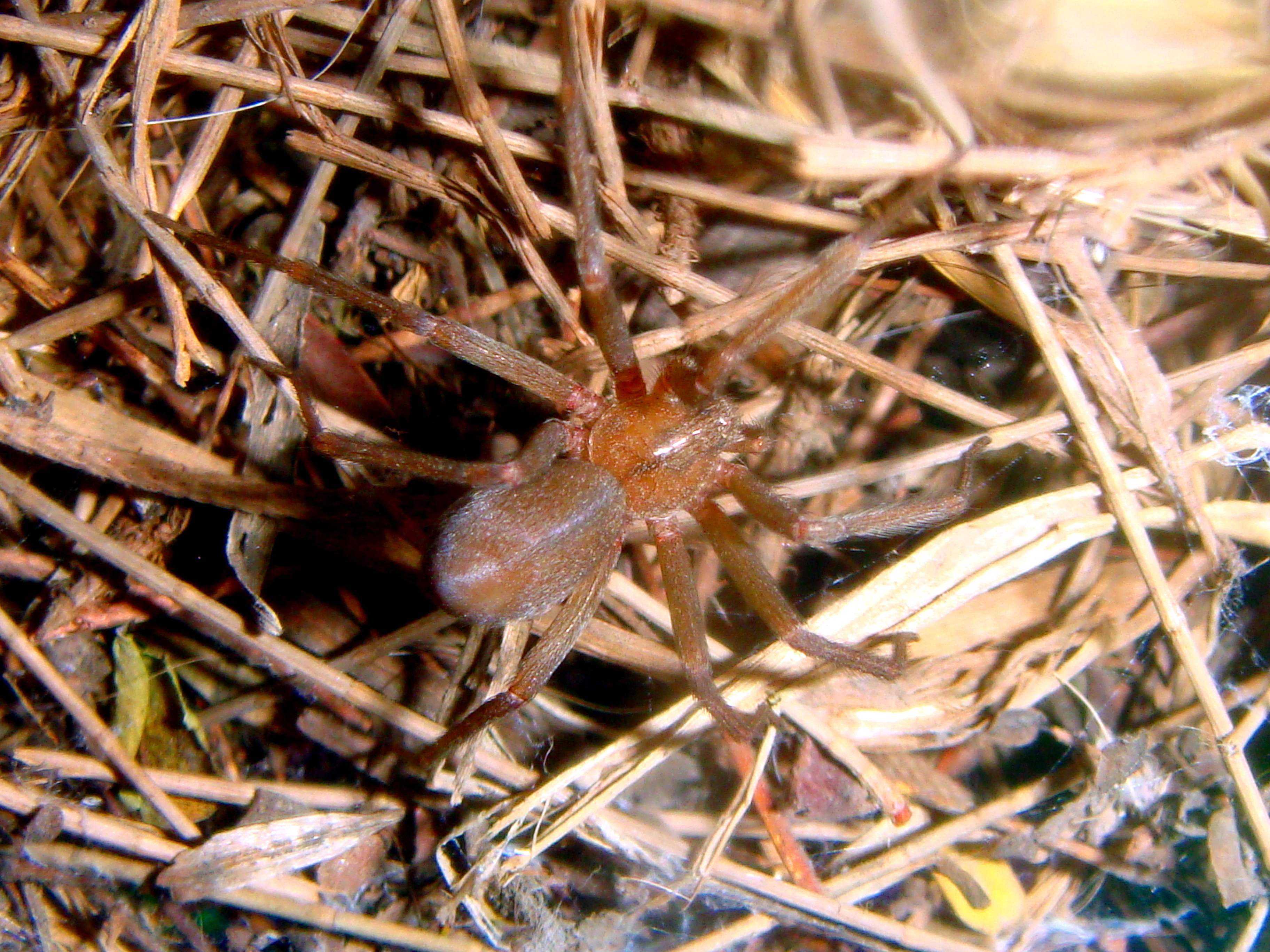
Loxosceles laeta

Le venin de Loxosceles laeta peut entrainer des nécroses.

## Publication originale
- Nicolet, 1849 : Aracnidos. Historia física y política de Chile. Zoología, vol. 3, p. 319-543.